# Djidingar Dono Ngardoum
Djidingar Dono Ngardoum, né en 1928 dans la colonie du Tchad et mort le 19 février 2000 au Tchad, est un homme politique tchadien, Premier ministre du 19 mai 1982 au 19 juin 1982,.